# Коробков, Павел Терентьевич
Павел Терентьевич Коробков (5 октября 1909 — 12 апреля 1978) — советский лётчик-истребитель и военачальник. Участник гражданской войны в Испании и Великой Отечественной войны. Герой Советского Союза (1939). Генерал-майор авиации (1949).

## Молодость и начало военной службы
Родился в деревне Липник ныне Медвенского района Курской области. Русский. Сын крестьянина-батрака. Окончил 4 класса сельской школы. Работал пастухом, чернорабочим в совхозе, рабочим в колхозе имени Карла Маркса в родном селе. Член ВКП(б) с 1932 года.
С ноября 1931 года служил в Красной Армии, был призван на срочную службу. Окончил полковую школу 11-го Туркестанского стрелкового полка 4-й Туркестанской стрелковой дивизии (Ленинградский военный округ). В августе 1932 года переведён в ВВС РККА и в 1933 году окончил 11-ю военную школу лётчиков имени Пролетариата Донбасса. С ноября 1933 года — пилот и младший лётчик 41-й авиационной эскадрильи (Брянск), с декабря 1935 года — командир звена 17-й истребительной авиационной эскадрильи ВВС Белорусского военного округа (Бобруйск), с мая 1936 года — лётчик-инструктор в 8-й Одесской военной авиационной школе пилотов, в ней же окончил курсы высшего пилотажа и воздушных стрельб.

## В военных конфликтах 1936—1940 годов
Старший лейтенант Павел Коробков добровольцем вызвался участвовать в гражданской войне в Испании на стороне республиканского правительства и был направлен в Испанию в мае 1938 года. В боевых действиях принимал участие с 10 июня по 26 октября 1938 года. Был помощником командира и командиром эскадрильи истребителей И-16, участник боёв под Теруэлем и Эбрской операции. К октябрю 1938 года капитан П. Т. Коробков совершил 90 боевых вылетов с боевым налётом в 109 часов, в 32 воздушных боях сбил лично 4 самолёта противника (по другим данным, совершил 121 боевой вылет и сбил 6 самолётов лично). Указом Президиума Верховного Совета СССР от 22 февраля 1939 года капитану Коробкову Павлу Терентьевичу присвоено звание Героя Советского Союза с вручением ордена Ленина, а после учреждения знака особого отличия ему была вручена медаль «Золотая Звезда».
С июня по сентябрь 1939 года участвовал в боевых действиях на реке Халхин-Гол в должности командира эскадрильи 70-го истребительного авиационного полка. Там воевал на истребителях И-15бис, И-153, И-16. Выполнил 109 боевых вылетов, провёл 13 воздушных боёв, сбил в группе 5 японских самолётов. Лётчики его эскадрильи сбили 15 самолётов. За отличия в боевых действиях на этой войне был награждён советским и монгольским орденами Красного Знамени.
С сентября 1939 года — командир 21-го истребительного авиационного полка (ВВС Белорусского Особого военного округа), участвовал в походе советских войск в Западную Белоруссию, затем находился в распоряжении начальника ВВС РККА. С декабря 1939 по март 1940 года участвовал в советско-финской войне в должности помощника командующего ВВС 14-й армии по истребительной авиации, сбитых самолётов противника не имел. С апреля 1940 года — командир 12-го истребительного авиационного полка (ВВС Киевского Особого военного округа). В июне-июле 1940 года участвовал в освободительном походе РККА в Бессарабию.

## Великая Отечественная война
С 22 июня 1941 года майор П. Т. Коробков на фронтах Великой Отечественной войны, вступил в бой в первые минуты войны в районе города Станислав. Во главе своего полка летал на истребителях И-16 и И-153. В первый день войны лётчики 12-го ИАП сбили 11 самолётов врага, в том числе 2 — сам П. Т. Коробков. В дальнейшем полк воевал в составе 64-й истребительной авиационной дивизии на Юго-Западном фронте, участвовал в приграничном сражении на Западной Украине, в Киевской оборонительной операции. С декабря 1941 года – командир 486-го истребительного авиаполка (переименован из 12-го истребительного авиаполка), на истребителях ЛаГГ-3 прикрывал с воздуха советские десанты в ходе Керченско-Феодосийской десантной операции и затем воевал на Крымском фронте.
С апреля по май 1942 года — заместитель командующего ВВС 47-й армии Крымского фронта. С мая 1942 года — командующий 16-й ударной авиационной группой Ставки Верховного Главнокомандования. С июня 1942 года — командир 265-й истребительной авиационной дивизии (5-я и 4-я воздушные армии) на Южном и Северо-Кавказском фронтах, дивизия участвовала в Донбасской оборонительной операции и в обороне Кавказа (дивизия сражалась в районе Моздок – Прохладный – Нальчик). С ноября 1942 года по февраль 1943 года — старший инспектор Инспекции ВВС РККА, затем возвращён на пост командира 265-й истребительной авиадивизии и во главе её принял участие в воздушном сражении на Кубани. В этой битве сбил ещё 1 немецкий самолёт.
С июня 1943 года — командир 320-й истребительной авиационной дивизии (1-я воздушная истребительная армия ПВО, Москва), освоил истребители Як-1 и Як-9. Поскольку эта дивизия уже не вела боевые действия из-за значительного удаления линии фронта от Москвы, полковник Коробков обратился с рапортом о переводе его во фронтовую часть; рапорт был удовлетворён, но новое назначение он получил с понижением. С июня 1944 года до Победы — заместитель командира 215-й истребительной авиационной дивизии (8-й истребительный авиационный корпус, 16-я воздушная армия, 1-й Белорусский фронт, а с ноября 1944 года — 4-я воздушная армия, 2-й Белорусский фронт), участник Белорусской, Восточно-Прусской, Восточно-Померанской и Берлинской наступательных операций. Умело организовывал взаимодействие частей дивизии с наземными наступавшими войсками, находясь на передовых пунктах наведения в боевых порядках войск. В Великой Отечественной войне полковник П. Т. Коробков совершил 64 боевых вылетов, провёл 11 воздушных боёв.

## Послевоенная служба
После войны продолжил службу в ВВС в той же дивизии в составе Группы советских оккупационных войск в Германии. В феврале 1946 года — в распоряжении Главнокомандующего ВВС, с июля 1946 — заместитель командира, а с июня 1947 года — командир 2-й гвардейской истребительной авиационной дивизией (2-я воздушная армия, Южная группа войск, Венгрия). В 1949 году окончил курсы при Военно-Воздушной академии ВВС. С мая 1949 года по октябрь 1952 года — заместитель командира 62-го истребительного авиационного корпуса. В 1954 году окончил Высшую военную академию имени К. Е. Ворошилова. С ноября 1954 года — заместитель командира по истребительной авиации Прибалтийского корпуса ПВО, с мая 1957 года — командующий истребительной авиацией Отдельного Прибалтийского корпуса ПВО. С ноября 1957 года — начальник Высших академических курсов при Военной командной академии ПВО. С марта 1960 года генерал-майор авиации П. Т. Коробков — в запасе.
Жил в городе Калинине (ныне Тверь). Активно занимался общественной работой: много лет работал в комитете содействия при Новопромышленном райвоенкомате, был руководителем секции ветеранов войны Центрального района Калинина.
Похоронен в Твери на Дмитрово-Черкасском кладбище.

## Воинские звания
- лейтенант (14.03.1936);
- старший лейтенант (17.02.1938);
- капитан (1938);
- майор (2.07.1939);
- подполковник (10.10.1941);
- полковник (28.05.1943);
- генерал-майор авиации (11.05.1949).

## Награды
- Герой Советского Союза (указ от 22 февраля 1939 года, «за образцовое выполнение специальных заданий Правительства по укреплению оборонной мощи Советского Союза и за проявленное геройство»)
- три ордена Ленина (22.02.1939, 5.11.1941, ...)
- три ордена Красного Знамени (29.08.1939, 7.05.1940, ...)
- ордена Отечественной войны 1-й (6.06.1945) и 2-й (21.02.1945) степеней
- орден Красной Звезды
- Медаль «За боевые заслуги» (3.11.1944)
- Медаль «За оборону Кавказа» (1942)
- Медаль «За взятие Берлина» (1945)
- медали
- Орден Красного Знамени (Монголия, 18.08.1939)
- Знак «Участнику боёв у Халхин-Гола»

## Память
В его честь 1-я Парковая улица в Твери была переименована в улицу Коробкова.